# Anna Enquist

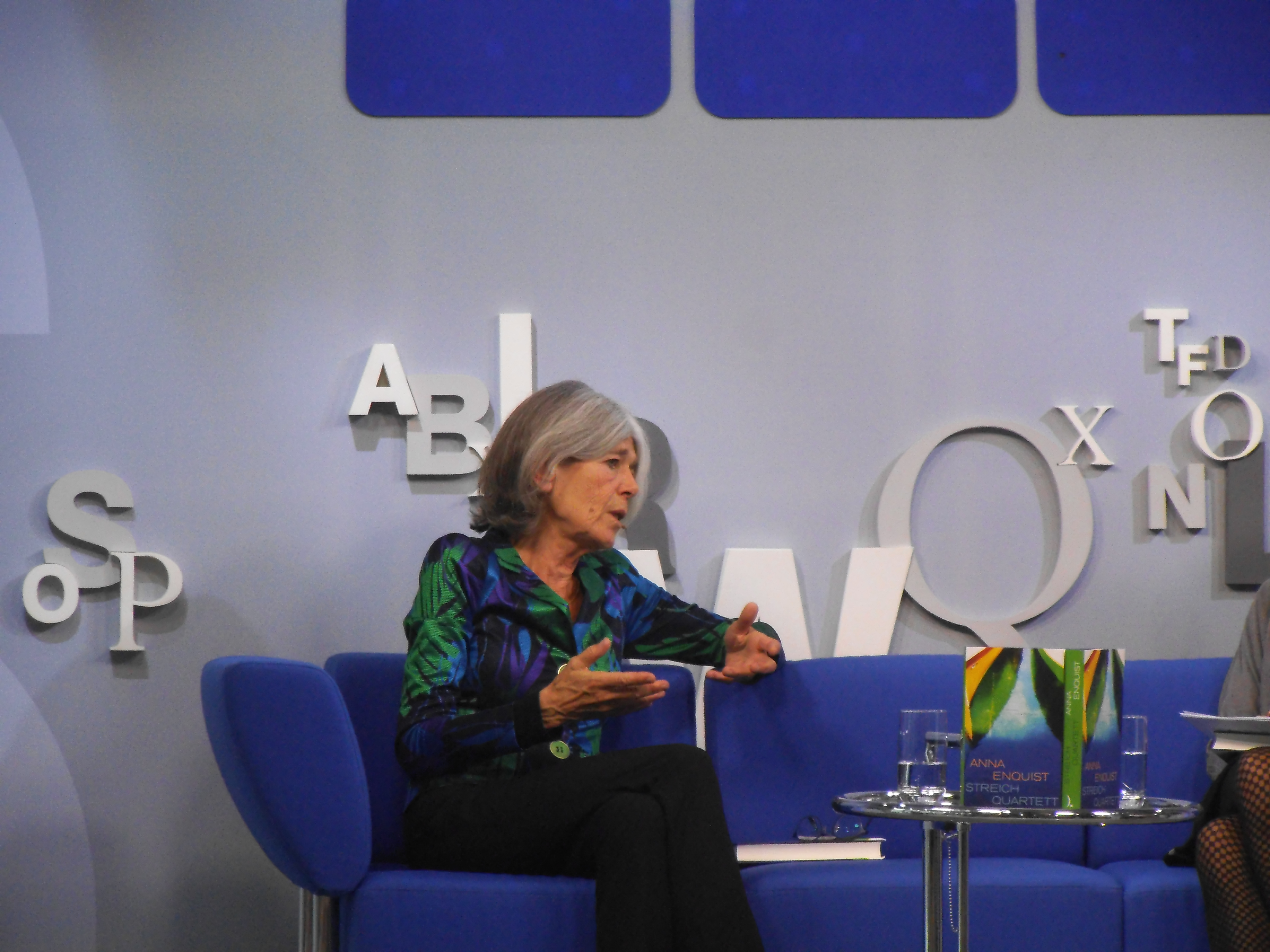
Anna Enquist, Frankfurter Buchmesse 2015

Anna Enquist (eigentlich Christa Widlund-Broer; * 19. Juli 1945 in Amsterdam) ist eine niederländische Schriftstellerin und Dichterin. Sie ist auch ausgebildete Konzertpianistin und Psychoanalytikerin.

## Karriere
Anna Enquist wuchs in der niederländischen Stadt Delft (Provinz Südholland) auf. Sie studierte Klavierspiel am Königlichen Konservatorium in Den Haag und anschließend klinische Psychologie in Leiden. Seit 1991 widmet sie sich ausschließlich ihrem schriftstellerischen Schaffen. Sie veröffentlichte Gedichte, Essays und Romane. Einige ihrer Romane wurden in bis zu fünfzehn Sprachen übersetzt. Vielfach wurde sie mit internationalen Literaturpreisen ausgezeichnet.

## Werke
Der Roman Letzte Reise, in dem sich Anna Enquist mit dem Leben der englischen Seefahrerlegende James Cook und seiner Ehefrau Elizabeth Cook beschäftigt, ist in deutscher Übersetzung durch Hanni Ehlers erstmals 2006 beim Luchterhand Literaturverlag erschienen.
In dem 2008 in Deutschland veröffentlichten Roman Kontrapunkt verarbeitet sie den tragischen Tod ihrer Tochter Margit, die 2001 im Alter von 27 Jahren bei einem Verkehrsunfall in Amsterdam ums Leben kam.

## Veröffentlichungen (Auswahl)
- 1995 Das Meisterstück. Roman; Luchterhand, München, ISBN 978-3-442-73695-9. (Übersetzung von Het meesterstuk, 1994)
- 1999 Die Erbschaft des Herren de Leon. Roman; dtv, München, ISBN 978-3-630-86955-1. (Übersetzung von Het geheim, 1997)
- 2001 Die Verletzung. Zehn Erzählungen; Luchterhand, München, ISBN 978-3-630-87097-7. (Übersetzung von De kwetsuur, 1999)
- 2004 Die Eisträger. Roman; Luchterhand, München, ISBN 978-3-630-87125-7. (Übersetzung von De ijsdragers, 2002)
- 2006 Letzte Reise. Roman; Luchterhand, München, ISBN 978-3-630-87227-8. (Übersetzung von De thuiskomst, 2005)
- 2008 Kontrapunkt. Roman; Luchterhand, München, ISBN 978-3-630-87282-7. (Übersetzung von Contrapunt, 2008)
- 2012 Die Betäubung. Roman; Luchterhand, München, ISBN 978-3-630-87400-5. (Übersetzung von De verdovers, 2011)
- 2015 Streichquartett. Roman; Luchterhand, München, ISBN 978-3-630-87467-8. (Übersetzung von Kwartet, 2014)
- 2019 Denn es will Abend werden. Roman; Luchterhand, München, ISBN 978-3-630-87604-7. (Übersetzung von Want de avond, 2018)

## Preise und Auszeichnungen
- 1992 – C.-Buddingh’-Preis für neue niederländische Poesie für das Werk Soldatenliederen.
- 1993 – Lucy B. en C.W. van der Hoogtprijs für das Werk Jachtscènes. Dafür war sie auch für den Europäischen Literaturpreis nominiert.
- 1995 – Debütantenpreis für den Roman Het meesterstuk.
- 1997 – Niederländischer Publikumspreis für den Roman Het geheim.
- 2014 – Benennung eines Asteroiden nach ihr: (52457) Enquist[2]